# 257248 Chouchiehlun
A 257248 Chouchiehlun (ideiglenes jelöléssel 2009 FA19) a Naprendszer kisbolygóövében található aszteroida. LUSS fedezte fel 2009. március 20-án.